# Mamelouks de la Garde impériale
Die Mamelouks de la Garde impériale (deutsch: Mameluken der Kaiserlichen Garde) waren eine Einheit Leichter Kavallerie, die während des Ägyptenfeldzuges durch Napoléon Bonaparte aufgestellt wurde und von 1801 bis 1815 im Dienst stand. Das Korps war die dritte Kavallerieformation und die erste aus Ausländern, die in die Garde impériale integriert wurde. Bei Beginn des Feldzuges rekrutiert, wurde sie mit den französischen Truppen nach Paris transportiert und in einer Escadron zusammengefasst, danach aber auf eine Kompanie reduziert.
Während des Ersten Kaiserreichs waren die Mameluken dem Régiment des chasseurs à cheval de la Garde impériale zugeteilt. Ihren ersten Einsatz hatten sie in der Schlacht bei Austerlitz, in deren Verlauf sie dazu beitrugen, die russische Gardekavallerie in die Flucht zu schlagen.
Nachdem sie sich im Feldzug in Preußen und Polen mehrfach auszeichnen konnte, wurde die Kompanie 1808 nach Spanien verlegt, wo sie aktiv mit heftigen Kämpfen an der Niederschlagung des Aufstandes im Mai in Madrid beteiligt war. Die kleine Einheit war dann 1809 beim Feldzug in Österreich eingesetzt, nahm am Russlandfeldzug 1812 teil, wo sie stets an der Seite der Chasseurs à cheval de la Garde impériale zu finden war. Im folgenden Jahr zur 10. Escadron des Chasseurs geworden, zeichneten sich die Mameluken in der Schlacht bei Reichenbach, der Schlacht bei Hanau und im Feldzug in Frankreich 1814 aus.
Nach der Abdankung von Napoléon 1814 gingen einige der Mameluken mit dem Kaiser auf die Insel Elba, die Mehrheit wurde jedoch in das Corps royal des chasseurs de France (königlich-französisches Jägerkorps) integriert. Andere wurden mit ihren Familien nach Sainte-Marguerite gebracht, wo sie unter sehr ärmlichen Verhältnissen lebten. Während der Herrschaft der Hundert Tage wurde die Kompanie wieder aufgefüllt und kämpfte an der Seite der Chasseurs à cheval de la Garde in der Schlacht bei Waterloo. Nach der Rückkehr des Königs wurden die echten Mameluken in das Depot nach Marseille verlegt, wo viele im Zuge des Terreur blanche massakriert wurden. Im Jahre 1830 begleiteten einige der Überlebenden die französische Armee auf dem Feldzug in Algerien als Dolmetscher.

## Feldzug in Ägypten
Im Jahre 1798 landete Napoléon Bonaparte mit etwa 40.000 Mann in Alexandria, um Ägypten zu erobern.
Murad Bey Muhammad zog seine Reitertruppe zusammen und versuchte, den Vormarsch im Gefecht bei Chebreiss und dann durch die Schlacht bei den Pyramiden aufzuhalten. Aufgrund der besseren Disziplin und Feuerkraft der Franzosen, die Infanteriekarrees gebildet hatten, scheiterten die Angriffe der Ägypter mit schweren Verlusten. Murad Bey und der Rest seiner Truppe mussten sich nach Oberägypten zurückziehen.
Bonaparte befahl dem Général Desaix die Verfolgung, während er nach Kairo weiterzog und die dortige Bevölkerung unterwarf. Währenddessen wurde jedoch die französische Flotte in der Seeschlacht bei Abukir vernichtet, und Bonaparte konnte nicht mehr mit nennenswertem Nachschub rechnen. Er beschloss daher, die von Ägypten angebotenen Mittel bestmöglich zu nutzen, und ordnete im September 1798 an, dass alle Mameluken im Alter von acht bis sechzehn Jahren sowie ihre gleichaltrigen Sklaven in die französische Armee eingegliedert werden sollten.
Nach der siegreichen Schlacht bei Abukir (1799) ließ Bonaparte die Orientarmee unter dem Kommando von Général Kléber zurück und begab sich nach Paris, wo er für den Staatsstreich verantwortlich zeichnete, der ihn zum Ersten Konsul und somit faktisch zum Diktator machen sollte.
Kléber hielt die Mameluken weiter im Dienst, im November 1799 wurden die französischen Ordonnanzoffiziere durch Mameluken in der gleichen Funktion ersetzt. Ende Februar 1800 befanden sich 278 Mameluken unter der französischen Fahne. Der Général Jacques de Menou de Boussay als Nachfolger des ermordeten Kléber errichtete zwei Kompanien syrische Janitscharen und eine Kompanie Mameluken, die für die Verwendung in den Hilfstruppen bestimmt waren. Im Oktober 1800 wurden die drei Kompanien zu einem Regiment zusammengefasst, das die Bezeichnung „Régiment de Mamelouks de la République“ erhielt und nach Art der französischen Kavallerie organisiert war.
Im Jahre 1801 wurde die französische Situation zunehmend unhaltbar. Ein britisches Expeditionskorps unter dem Kommando von General Abercromby landete in Ägypten und schlug die Franzosen in der Schlacht bei Alexandria (fr.: Bataille de Canope). Menou kapitulierte und kehrte mit seinen Truppen nach Frankreich zurück. Er verfügte noch über 760 Mameluken, syrische Janitscharen und Soldaten der griechischen Legion, denen allen mit ihren Familien gestattet wurde, sich der französischen Armee anzuschließen.

## In Frankreich

### Organisation

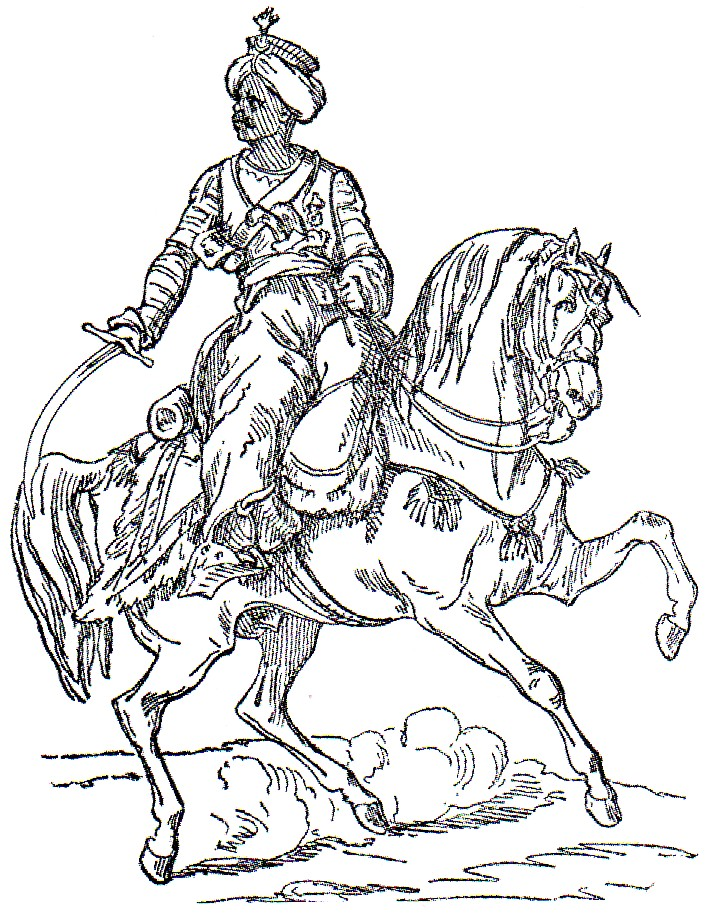
Mamelouk à cheval de la Vieille Garde, von Adolphe de Chesnel 1861

Am 13. Oktober 1801 befahl Bonaparte seinem Aide de camp, dem Colonel Jean Rapp, eine Escadron zu 240 Reitern aus den Flüchtlingen aus Ägypten zusammenzustellen. Bei seiner Ankunft in Marseille stellte Rapp fest, dass die Mehrzahl der Mameluken entweder zu alt oder bar jeder Disziplin waren. Er konnte daher zu Beginn des Jahres 1802 lediglich 150 Mann als einsatzfähig melden. Fast das gesamte neue Korps bestand, mit Ausnahme einiger französischer Offiziere, aus Mameluken sowie syrischen oder koptischen Soldaten, die in Ägypten mit französischen Truppen gekämpft hatten. Zu dieser Zeit beabsichtigte der Erste Konsul, die Mameluken als persönliche Leibwache einzusetzen, ohne Teil der Garde consulaire (Konsulargarde) zu sein. Erst am 15. April 1802 wurde die Escadron zu zwei Kompanien zu je 80 Mann Teil der Garde.
Am 1. Oktober wurde die Einheit umgebildet und bestand jetzt aus 13 Offizieren und 159 Reitern sowie einem Kesselpauker.
Zusammensetzung:
- Stab mit einem Colonel, Capitaine quartier-maître (Quartiermeister-Offizier), einem Capitaine chargé de l’administration (Verwaltungsoffizier), einem Lieutenant-instructeur (Leutnant der Ausbildung), einem Sergent-major, einem Adjutant, einem Vétérinaire (Tierarzt), einem Chef trompette (Stabstrompeter), einem Maître-sellier (Sattler), einem Maître-tailleur (Schneider), einem Maître-bottier (Schuster) und einem Maître-armurier (Waffenmeister)
- zwei Kompanien, jede mit einem Capitaine, einem Lieutenant en premier, einem Lieutenant en second, einem Sous-lieutenant, einem Maréchal des logis-chef, vier Maréchaux des logis, einem Fourrier, acht Brigadiers, zwei Trompetern, 59 Reitern und einem Intendanten

Kurze Zeit später wurden die Kompanien nach Melun verlegt, wo sie ihre Kaserne, das „Quartier Augereau“, bezogen, während die abgelehnten Mameluken mit ihren Familien in Marseille verblieben.
Zu Beginn des Jahres 1803 verließ Rapp die Einheit und wurde durch Colonel Pierre Louis Dupas ersetzt, dem am 29. August Capitaine Charles Delaitre folgte. Am 21. Januar 1804 wurden die Mameluken dem Regiment der „Chasseurs à cheval de la Garde consulaire“ zugeteilt, die ab Mai zur
Garde impériale gehörten. Letztendlich wurden sie mit einer Kompanie zu 125 Reitern in die Chasseurs à cheval eingegliedert.
Wegen der Kosten der aufwendigen Uniformen war die Bezahlung anfänglich niedriger als die der Chasseurs à cheval, erhöhte sich aber im Laufe der Zeit. Die Pferde kamen nicht mehr aus Ägypten, es wurden Pferde aus dem Kontingent der Chasseurs à cheval eingesetzt.

### Die Mameluken in der französischen Gesellschaft
Bei der Ankunft der Mameluken in Frankreich ergaben sich Probleme und Konfrontationen, bedingt durch die unterschiedlichen Kulturen.
Der Capitaine Ibrahim Bey erschoss im Quartier des Halles in Paris zwei Zivilisten, die sich über seine Uniform lustig gemacht hatten. Vor Bonaparte zitiert, erklärte er, dass er nicht anders gehandelt habe, als er es in Ägypten getan hätte.
Bereits kurz nach der Ankunft der Mameluken in Melun kam es zu mehreren Auseinandersetzungen zwischen der französischen Bevölkerung und den Neuankömmlingen. Diese Vorfälle konnten jedoch nicht verhindern, dass die ägyptische Kavallerie regelmäßig an der Spitze von Defilees erschien, eine Vorgehensweise, die von Napoléon ermutigt wurde, da er durch sie die Größe seines Imperiums symbolisieren wollte.
Andererseits weckten die Mameluken die Begeisterung der französischen Bevölkerung. Die farbenfrohe Uniformierung, nahezu überladen mit Stickereien und Borten, fand bei der Kaiserkrönung von Napoléon die Bewunderung der Anwesenden. Sie traten sogar im Theater auf und zogen bald die Aufmerksamkeit von renommierten Malern wie Carle Vernet auf sich, der viele Darstellungen der Mameluken schuf.
Die Kleidermode „à la mamelouke“, die sich durch das Tragen von Turbanen und Tuniken mit langen Ärmeln auszeichnete, war bei den Damen bald sehr beliebt. In der Armee wurden bald die Kesselpauker der Kavallerie nach dem Vorbild der Mameluken uniformiert, und der Säbel „à la turque“ wurde ebenso bald von den Offizieren der ganzen Armee bevorzugt.

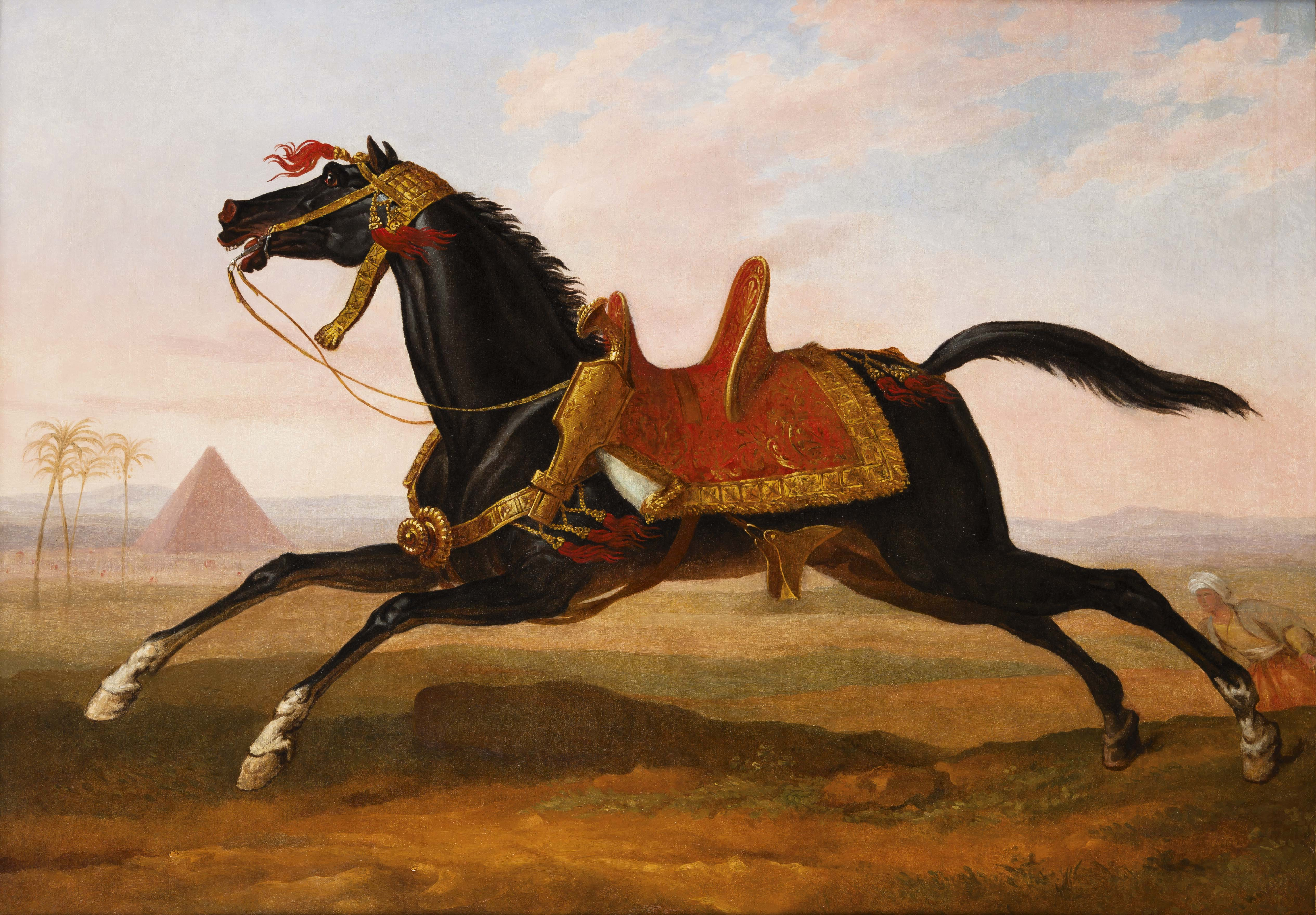
Cheval mamelouk (Mamelukenpferd). Öl auf Leinwand von Carle Vernet.

## Einsätze

### Von Austerlitz bis Eylau

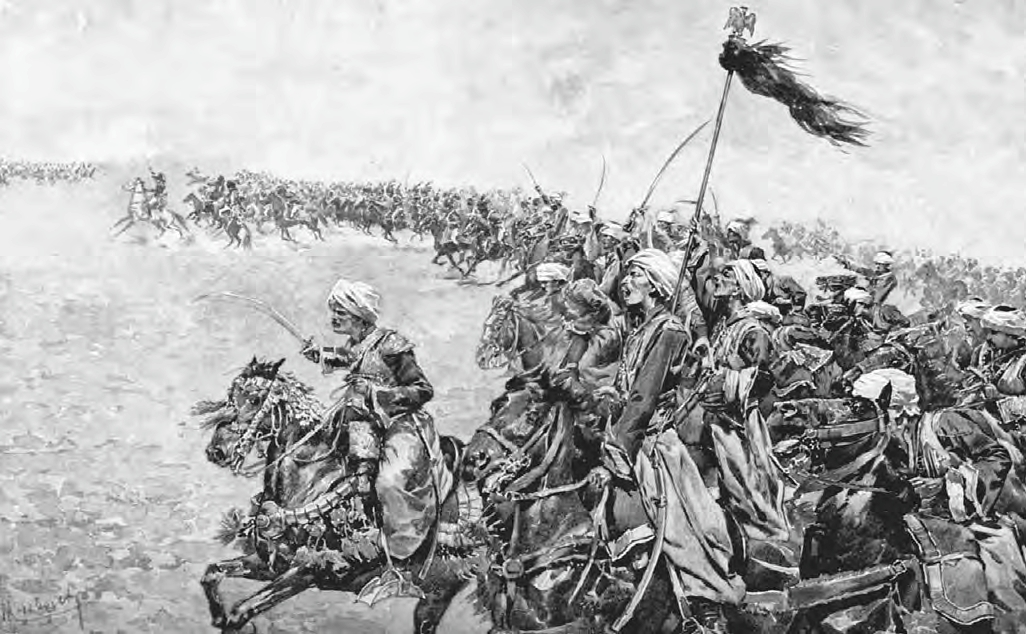
Die Mameluken greifen in der Schlacht bei Austerlitz zusammen mit den Chasseurs à cheval die russische Kavallerie von Großfürst Konstantin an. Zeichnung von Felician Myrbach.

In der Schlacht bei Austerlitz gehörten sie unter dem Kommando von Jean Rapp zur Reserve, während die russische Kavallerie die Höhe von Pratzen angriff und zwei französische Regimenter der Division Vandamme zersprengte. Nach einer erfolglosen Attacke von zwei Escadrons der Chasseurs à cheval de la Garde, unterstützt von drei Escadrons der Grenadiers à cheval der Garde, befahl Napoléon Rapp, mit den zwei verbliebenen Escadrons der Chasseurs und den Mameluken die Situation zu bereinigen. Als letztere in den Kampf eingriffen, behinderten sie sich durch die Masse von Männern und Pferden auf engstem Raum zunächst selbst. Der Lieutenant Renno stürzte sich auf ein russisches Infanteriekarree und öffnete dadurch eine Lücke, in die die Mameluken sofort eindrangen und hier 120 Gefangene machten. Der Schwung trieb die Mameluken weiter, sie eroberten eine russische Batterie und verfolgten die flüchtende russische Gardekavallerie. Als Folge dieses Sieges konnten zwei Mameluken je eine erbeutete Standarte dem Kaiser übergeben. Einer von ihnen, Mustapha, stand zu Fuß vor dem Kaiser und bemerkte:

„Ah! Als ich auf den Prince Constantin traf, schnitt ich sie einfach ab, um sie zum Kaiser zu bringen …“

Die Verluste der Kompanie lagen bei einem Gefallenen und fünf Verwundeten.
In der Schlacht bei Jena und Auerstedt waren die Mameluken nicht eingesetzt, zogen jedoch am 27. Oktober 1806 mit in Berlin ein. In der Schlacht bei Pułtusk attackierten sie die russische Kavallerie und hatten dabei 20 Verwundete zu verzeichnen.
In der Schlacht bei Eylau attackierten die Mameluken unter dem Kommando von Capitaine Renno an der Seite der Grenadiers à cheval und der Chasseurs à cheval in der Gardekavallerie von Maréchal Bessières. Bei dieser Aktion wurden vier Offiziere und fünf Mameluken verwundet. Im April 1807 wurde der Chef d’escadron Delaitre zum Major der Chevau-légers polonais de la Garde ernannt, und der Capitaine Renno wurde Kommandant ad interim.

### Auf der Iberischen Halbinsel
→ Napoleonische Kriege auf der Iberischen Halbinsel

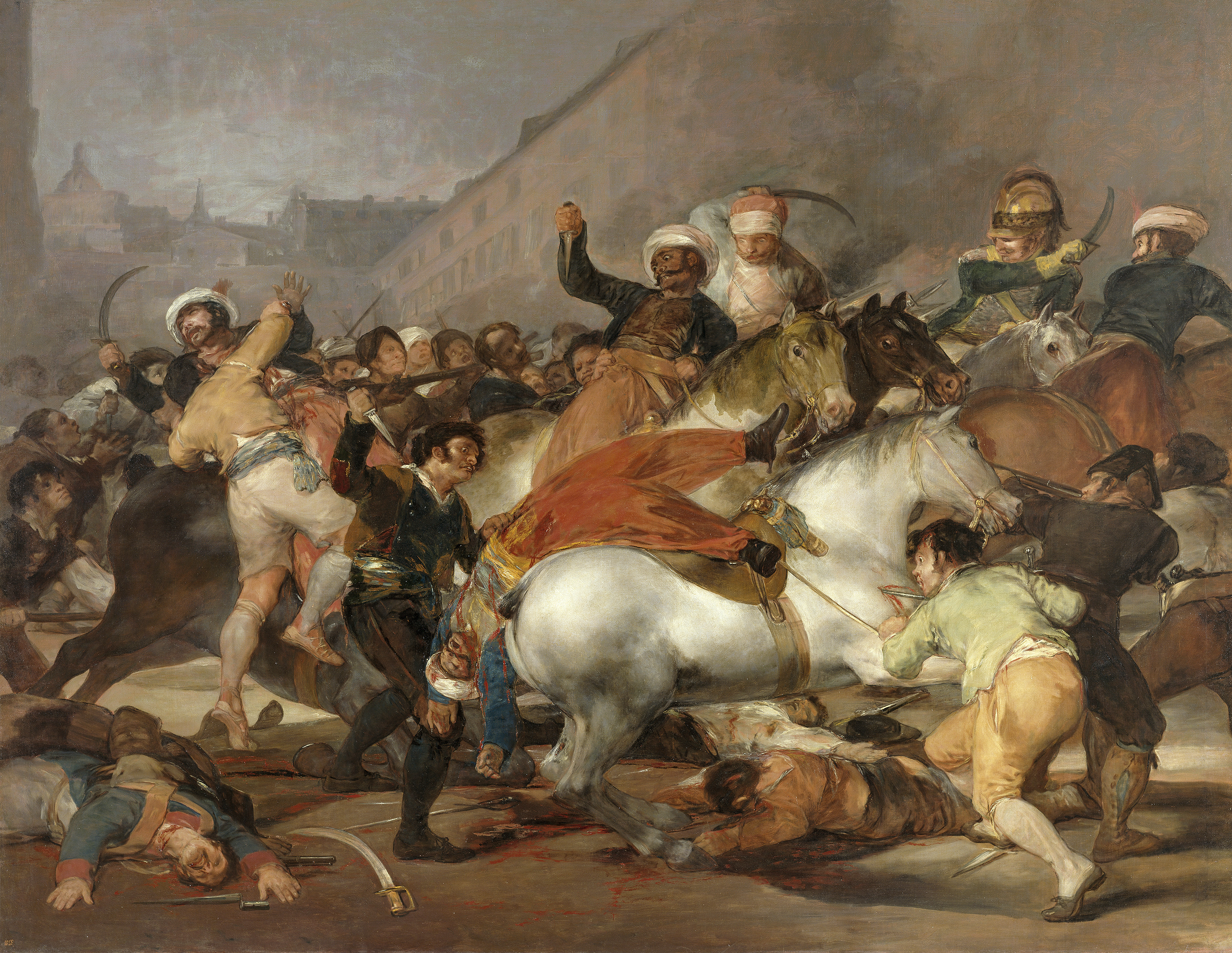
El dos de mayo de 1808 en Madrid von Francisco de Goya, auch mit „La charge des mamelouks“ tituliert. Die Verluste der Kompanie waren gering, im Gegensatz zu dem, was diese Darstellung zeigt.

Im Jahre 1808 befahl Napoléon dem Maréchal Murat den Einmarsch in Spanien und die Besetzung von Madrid. Die Mameluken waren zu dieser Expedition eingeteilt. Mehrheitlich katholisch, war in der spanischen Bevölkerung immer noch die Erinnerung an die Herrschaft der Mauren bis zum Ende des XV. Jahrhunderts lebendig und wurde durch den Einmarsch der Muslime in Madrid am 24. März 1808 wieder aufgefrischt.
Die erzwungene Abdankung von König Karl IV., dann seines Sohnes Ferdinand zugunsten von Joseph Bonaparte, dem Bruder des Kaisers, erhöhte noch die Spannungen zwischen Spaniern und Franzosen. Am 2. Mai revoltierten die Madrilenen und griffen die stationierten Soldaten an. Murat befahl daraufhin der Kavallerie, in die Stadt einzudringen, um den Aufruhr zu unterdrücken. Die Chasseurs à cheval der kaiserlichen Garde unter dem Kommando von Pierre Daumesnil waren die ersten Truppenteile, gefolgt von den Mameluken und dem Rest der zur Verfügung stehenden Gardekavallerie. Sie drangen über die Alcala-Straße vor, wo sie mit Steinwürfen empfangen wurden, und erreichten schließlich die Puerta del Sol, auf der sich eine große Menschenmenge angesammelt hatte.
Mit der Ankunft der Mameluken begann ein Kampf, der gnadenlos geführt wurde. Die Madrilenen griffen die Reiter mit Messern an, versuchten auf die Pferde zu springen und die Reiter herunterzureißen. Die Mameluken wehrten sich, indem sie mit ihren Cimeterres, die sie exzellent beherrschten, nach den Worten von Marbot an die einhundert Köpfe abschlugen.
Im Getümmel rettete Lieutenant Chahin den Chef d’escadron Daumesnil, der nach dem Tod seines Pferdes zu Boden stürzte. Die Bewohner eines Hauses in der San-Geronimo-Straße wurden von den Mameluken als Vergeltung für den Tod von zwei ihrer Kameraden ermordet. Nach den Zusammenstößen hatte die Escadron lediglich fünf verletzte Offiziere und drei getötete oder tödlich getroffene Mameluken zu verzeichnen, Verluste, die Ronald Pawly im Vergleich zu den Mayo-Vertretungen für „relativ gering“ hielt. Im November 1808 zog Napoléon an der Spitze der Grande Armée in Spanien ein, um die Briten von der Halbinsel zu vertreiben. Die Mameluken, die vorher in der Schlacht bei Medina de Rioseco eingesetzt gewesen waren, nahmen jetzt an der Verfolgung der Briten teil, die sich nach La Coruña zurückzogen.
Am 29. Dezember trafen sie auf dem Gefechtsfeld bei Benavente (Zamora) ein, wo als Nachhut die Kavallerie von Henry William Lord Paget aufgestellt war. Die drei Escadrons der Chasseurs à cheval de la Garde und das Détachement der Mameluken unter dem Befehl von
Général Lefebvre-Desnouettes überquerten den Esla und griffen in Richtung auf den Ort an, aber Paget kam den Franzosen in die Flanke und zwang sie so zum Rückzug. Die Mameluken verloren zwei Gefallene, dazu kamen zwei Verwundete, ein Reiter geriet in Gefangenschaft.

### Zweiter Feldzug in Österreich und Rückkehr nach Spanien
Nachdem die Kompanie 1809 zunächst in die Garnison nach Melun zurückgekehrt war, wurde sie zur Grande Armée befohlen, um am Feldzug in Deutschland und Österreich teilzunehmen. In der Schlacht bei Aspern wurde sie nicht eingesetzt, nahm aber an der Schlacht bei Wagram teil, wo sie einen Verwundeten hatte. Nach dem Ende des Feldzuges erfolgte die Abkommandierung nach Spanien, wo die Hauptaufgabe in der Partisanenbekämpfung bestand, was ihr einige Verluste bescherte. Am 24. Mai 1809 konnte sie sich bei Prádanos auszeichnen, wo die Kompanie unter dem Capitaine Renno einige hundert spanische Soldaten gefangen nehmen konnte. Am 1. März 1812 verließ die Kompanie, jetzt nur noch 55 Mann stark, endgültig Spanien und stieß zur Armee in Polen, die sich dort auf den Russlandfeldzug vorbereitete.

### Die letzten Feldzüge: Russland, Deutschland und Frankreich
→ Russlandfeldzug 1812

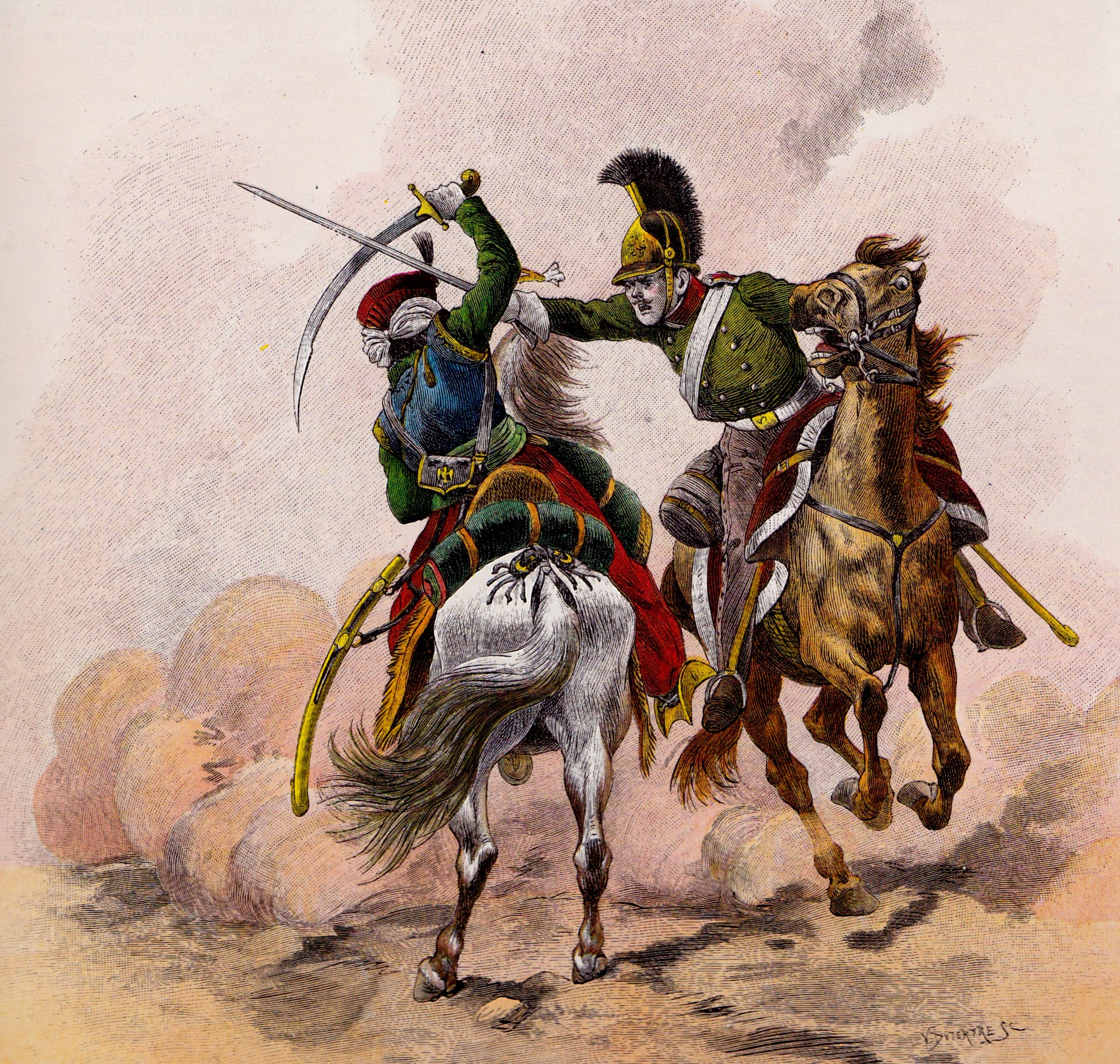
Ein Mamelouk de la Garde impériale im Kampf mit einem russischen Dragoner. Zeichnung von Job.

Am 1. Juli 1812, bei Beginn des Feldzuges nach Russland, betrug die Mannstärke der Kompanie 109 Reiter. Zu Beginn des Feldzuges war die Kaiserliche Garde noch nicht in größere Kampfhandlungen verwickelt. Napoléon kam Mitte September in Moskau an und zog im folgenden Monat bei Winterbeginn wieder ab. Bei diesem Rückzug hatten die Mameluken ihr erstes schweres Gefecht am 25. Oktober im Kampf bei Horodnja, in dem sie den Kaiser vor einem Angriff der Kosaken schützen konnten. Der Chef d’escadron Kirmann wurde dabei verwundet. In dieser Periode erhöhten sich die Verluste auf 34 Gefallene, in Gefangenschaft Geratene und Vermisste.
Die schweren Verluste des Feldzuges führten zu einer Umgliederung der Gardekavallerie. Am 18. Januar 1813 wurden die Mameluken als 10. Escadron in das Regiment der Chasseurs à cheval de la Garde eingegliedert. Die 1. Kompanie gehörte zur Alten Garde, die 2. Kompanie zur Jungen Garde, letztere bestand hauptsächlich aus Wehrpflichtigen.
Bis Juni 1813 kamen die Mameluken nur noch zu wenigen Kampfeinsätzen, da sie zum Schutz Napoléons abgestellt waren. Sie konnten sich allerdings noch in der Schlacht bei Reichenbach und Markersdorf auszeichnen, als sie an der Spitze der Chasseurs à cheval zur Unterstützung der Chevau-légers lanciers polonais abkommandiert wurden.
Im Oktober hatten die Mameluken an der Völkerschlacht bei Leipzig teilgenommen, wo einer der Reiter gefangen genommen wurde. Während des Rückzuges nach Frankreich kämpften sie am 30. Oktober in der Schlacht bei Hanau, wo die Gardekavallerie mehrere Attacken gegen die bayerische Kavallerie und die Stellungen der Artillerie durchführte. Der Chef d’escadron Abdallah d’Asbonne starb an seinen Verwundungen. Der Feldzug 1813 in Deutschland kostete die Escadron 59 Gefallene.
Trotz dieser Verluste nahmen die Mameluken 1814 noch am Feldzug in Frankreich teil, wo sie sich auch auszeichnen konnten. Sie kämpften am 27. Januar mit dem blanken Säbel im Gefecht bei Saint-Dizier. Am 10. Februar mit Napoléon bei Montmirail angekommen, attackierten sie am nächsten Morgen zusammen mit den Dragons de la Garde impériale unter dem Kommando von Letort in der Schlacht bei Montmirail. Die Dragoner brachen mehrere russische Infanteriekarrees auf, die Flüchtenden wurden dann von den Mameluken und den „Grenadiers à cheval de la Garde“ zersprengt. Die Mameluken waren am 12. Februar in der Schlacht bei Château-Thierry und am 20. und 21. März in der Schlacht bei Arcis-sur-Aube eingesetzt. In dieser trug der Mameluk Riva acht Verwundungen davon. Drei Tage später entschieden die Alliierten, auf Paris zu marschieren, und schlugen die Truppen der Marschälle Mortier und Marmont am 25. März in der Schlacht bei Fère-Champenoise. Das russische Kontingent von General Wintzingerode wurde von Napoléon am 26. März im Gefecht bei Saint-Dizier geschlagen, in der das Peloton der Mameluken im Verband der Gardekavallerie eine Batterie mit 18 Geschützen erobern konnte.
Am 30. März griffen die Alliierten die Hauptstadt an. In der Schlacht bei Paris übernahm Général Dautancourt das Kommando über die Gardekavallerie, bestehend aus den Resten der Grenadiers à cheval, Chasseurs, Dragoner, Mameluken, Lanciers und des polnischen 3e régiment des éclaireurs de la Garde impériale. Diese zusammengewürfelte Truppe beteiligte sich an der Verteidigung von Clichy und dann der Höhe von Montmartre, musste sich aber dann unter dem Feuer der feindlichen Artillerie zurückziehen.

### Insel Elba und Herrschaft der Hundert Tage
Mit der Abdankung von Napoléon und der Restauration der Bourbonenherrschaft wurde die „Compagnie de mamelouks“ der Alten Garde in das „Corps royal des chasseurs de France“ (Königliches Jägerkorps von Frankreich) eingegliedert. Von den da nur noch 41 Mameluken waren lediglich 18 Mann vom ägyptischen Feldzug übrig. Die Kompanie aus der Jungen Garde wurde dem 7e régiment de chasseurs à cheval zugewiesen. Ein Offizier und sieben Reiter folgten dem Kaiser, zusammen mit der Escadron Lanciers polonais de la Garde impériale, nach Elba. Während der Herrschaft der Hundert Tage wurden per Dekret vom 24. April 1815 die Mameluken zu zwei Kompanien reorganisiert. Die Reiter aus dem „Corps royal des chasseurs de France“ wurden zurückgeholt, ebenso 94 weitere Mameluken, die bereits aus dem Dienst ausgeschieden waren. Dadurch kam die Einheit auf eine Gesamtstärke von 120 Reitern. Kommandant wurde der Chef d’escadron Kirmann.
Im Juni 1815 waren die Mameluken an der Seite der „Chasseurs à cheval de la Garde“ am Feldzug in Belgien beteiligt und kämpften in der Schlacht bei Ligny und der Schlacht bei Waterloo. Über die Verluste während dieses Feldzuges gibt es keine Angaben.
Nach der endgültigen Absetzung von Napoléon wurden die restlichen Mameluken zu ihren Familien nach Marseille entlassen. Hier fiel eine unbekannte Anzahl dem Weißen Terror der königstreuen Marseiller Bürger zum Opfer, sie wurden massakriert. Andere waren nach Ägypten zurückgekehrt, kamen aber aus Angst vor Vergeltungsmaßnahmen durch die türkische Verwaltung wieder nach Frankreich, wo sie dann durch staatliche Maßnahmen gezwungen wurden, auf die Insel Sainte-Marguerite umzusiedeln. Durch diese ganzen Widrigkeiten waren die Überlebenden in große Armut gestürzt worden und führten ein unwürdiges Leben. Vier der ehemaligen Offiziere konnten an der französischen Expedition 1830 nach Algerien noch als Dolmetscher teilnehmen.
Gemäß der von Jean Savant erstellten Nominativliste hatten sich insgesamt 577 Mameluken im Dienst befunden.

## Kommandanten

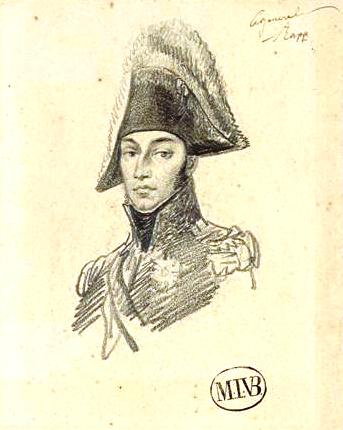
Général Jean Rapp, Kommandant der Escadron des Mamelouks von 1801 bis 1803. Porträt von Mathieu-Ignace Van Brée.

Per Dekret vom 13. Oktober 1801 beauftragte der Erste Konsul einen der Aides de camp, den Colonel Jean Rapp, mit der Organisation der „Escadron des Mamelouks“ und übertrug ihm das Kommando. Im Mai 1803 wurde Rapp als Kommandant zum 7e régiment de hussards versetzt, seinen Posten übernahm Pierre Louis Dupas, ein Offizier, der am Sturm auf die Bastille, am Feldzug in Italien (1796–1797) und am Feldzug in Ägypten teilgenommen hatte. Nach seiner Beförderung zum Général de brigade am 29. August 1803 gab er diesen Posten ab. Nachfolger wurde Charles Delaitre. Am 7. April 1807 wurde dieser zum Colonel-major der „Lanciers polonais de la Garde impériale“ ernannt. Ihm folgte zeitweilig der Capitaine Jean Renno, bis es am 10. September 1808 ad interim der Chef d’escadron François Antoine Kirmann von den „Chasseurs à cheval de la Garde“ übernahm. Er führte das Kommando dann tatsächlich bis zum Ende des Kaiserreichs 1815.

## Uniformierung
„Ihre Kleidung soll den Gepflogenheiten ihrer Nation entsprechen.“

Die Uniformen der Mameluken lassen sich in drei Abschnitte gliedern, auch wenn sie generell bis zum Ende ihrer Existenz einen ähnlichen (orientalischen) Stil verwendeten. Zunächst trugen sie noch ihre Kleidung, die sie aus Ägypten mitgebracht hatten und die 1805 durch etwas ersetzt wurde, was eher dem Charakter einer regelrechten Uniform entsprach. Schließlich, nach 1813, überwog das Französische, und es wurde ein Modell nach dem Vorbild der kleinen Uniform der „Chasseurs à cheval de la Garde“ zusätzlich zu der orientalischen Kleidung eingeführt. Letztere trug zwar dazu bei, diese Einheit zu einer der exotischsten der kaiserlichen Garde zu machen, aber ihr praktischer Nutzen wurde oftmals kritisiert. Eugène de Beauharnais, Kommandant der „Chasseurs à cheval de la Garde“, schrieb zum Beispiel 1805:

„Diese armen Teufel sind für den Orient ausgestattet, und wenn es regnet, können sie einem wirklich leidtun.“

### Mannschaften
- bis 1804

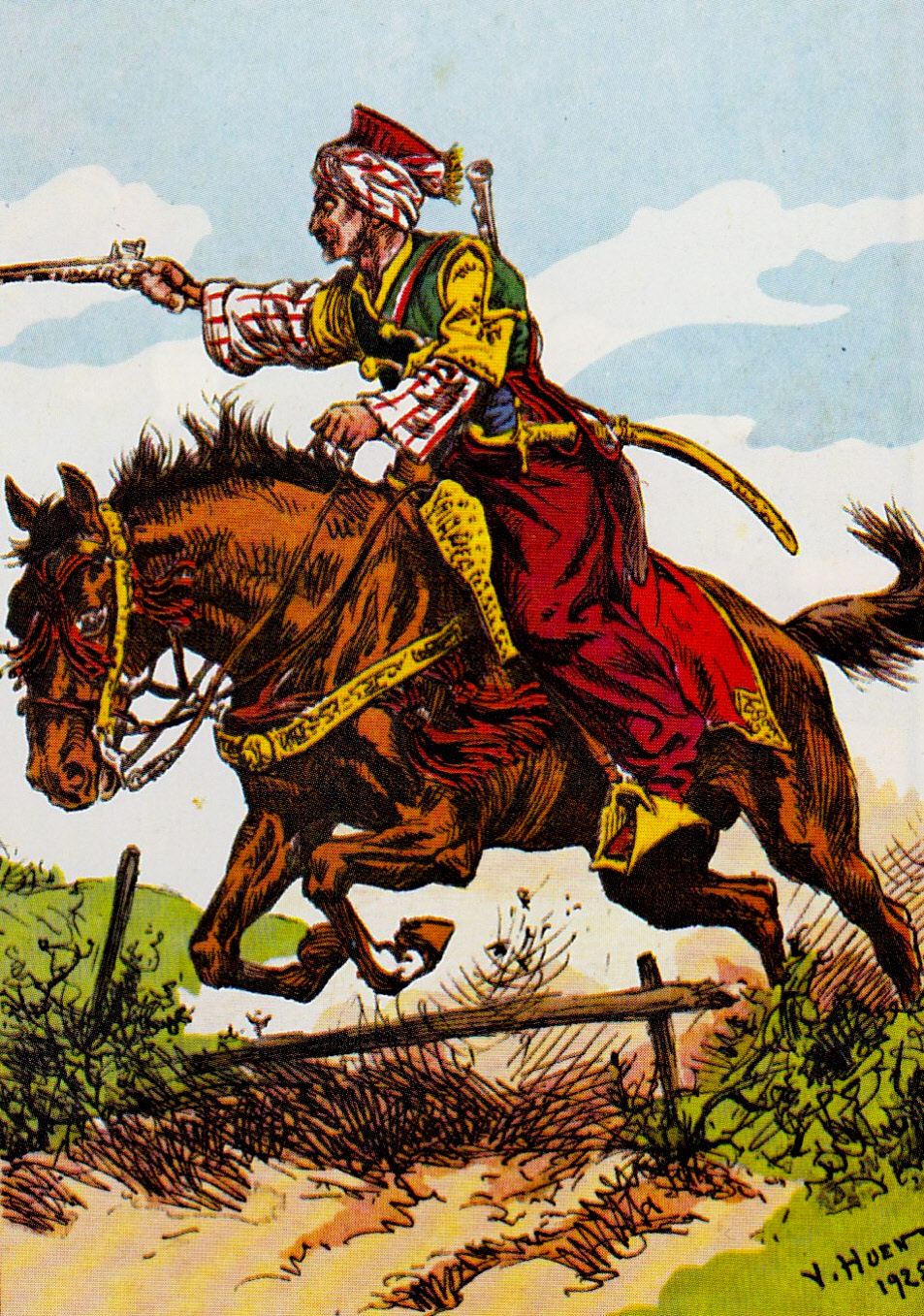
Syrischer Mameluk 1799. Er trägt eine Kleidung, wie sie ähnlich von den Mameluken bei ihrer Ankunft in Frankreich getragen wurde. Zeichnung von Victor Huen, 1925.

Während ihrer Aufstellung zwischen 1801 und 1802 trugen sie ihre reich geschmückte und mit vielen Borten verzierte orientalische Kleidung. Mit einer Anordnung vom 15. April 1802 wurde bestimmt, dass die Kopfbedeckung, der „Cahouk“ (ein zylindrischer Filzstumpen mit überstehendem Deckel, der mit einem Turban umwickelt wurde), grün zu sein habe, da dies die Farbe des Propheten Mohammed sei. Des ungeachtet wird der Cahouk meistens in Rot dargestellt.
Dazu kam ein weitärmeliges Hemd, der sogenannte „béniche“, in unterschiedlichen Farben und mit Borten verziert. Darüber wurde die ärmellose West, die „yalek“, getragen. Die Mameluken hatten auch einen breiten arabischen Gürtel in vielen Farben und eine sehr weite Hose, die Sarouel, die für alle rot war.
Die Farbe der Lederstiefel war rot, gelb oder braun. In der Sommeruniform wurden die roten Hosen durch weiße Leinenhosen ersetzt, der Turban war jetzt aus weißem Musselin.
- 1805–1813

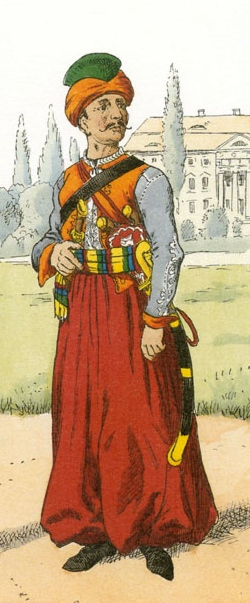
Mamelouk 1806. Zeichnung von Richard Knötel.

Im Jahre 1805 wurde die Bekleidung modifiziert und unter Beibehaltung des orientalischen Aspekts mehr einer Reglementierung unterworfen. Der Cahouk wurde jetzt einheitlich rot oder carmoisin und der dazugehörende Turban einheitlich weiß. Die Abzeichen am Cahouk werden unterschiedlich beschrieben, entweder eine einzelne runde Kokarde an der Vorderseite oder aber ein fünf- oder sechszackiger Stern über einem Halbmond. Der schwarze Haarbusch an der Spitze wird, je nach Quelle, ebenfalls unterschiedlich beschrieben – manchmal in einem Stück, manchmal mit einem runden Ball an der Basis, manchmal als kleiner, aber breiterer Busch. Der Béniche konnte gelb oder schwarz sein bzw. grün oder blau.
Der Kragen nahm eine aufrechtere Form an und wurde im europäischen Stil geschlossen. Die Yalek war blau, aber eine Zeichnung von Martinet zeigt auch das charakteristische Rot.
- nach 1813

Nach den schweren Verlusten 1812 in Russland wurde die Kompanie durch französischen Ersatz aufgefüllt. Letztere erhielten bei ihrer Eingliederung ebenfalls die orientalische Uniform nach dem Muster, das der kleinen Uniform der Chasseurs à cheval de la Garde ähnelte. Dazu gehörte ein schwarzer Filzhut, eine blaue Stoffjacke mit rot paspelierten Revers in der gleichen Farbe sowie eine karminrote Knöpfhose.
Die Epaulette und die Aiguillette trugen das unverwechselbare Rot. Diese Ausstattung wurde jedoch nur an neue französische Rekruten ausgegeben, die orientalischen Mameluken trugen weiterhin ihre alten Kleider.
Neben dieser neuen Uniform behielten die Mameluken eine orientalische Ausstattung, die wahrscheinlich während der Feldzüge getragen wurde. Der Cahouk blieb rot, und der Turban behielt seine weiße Farbe. Die Jacke präsentierte sich weiterhin in mehreren Farben mit Wollstreifen. Die Weste war in scharlachrotem Stoff mit den gleichen Streifen vorgeschrieben. Die Sarouel wurde amarantrot, mit Verzierungen und Tressen aus Wolle.

### Musiker

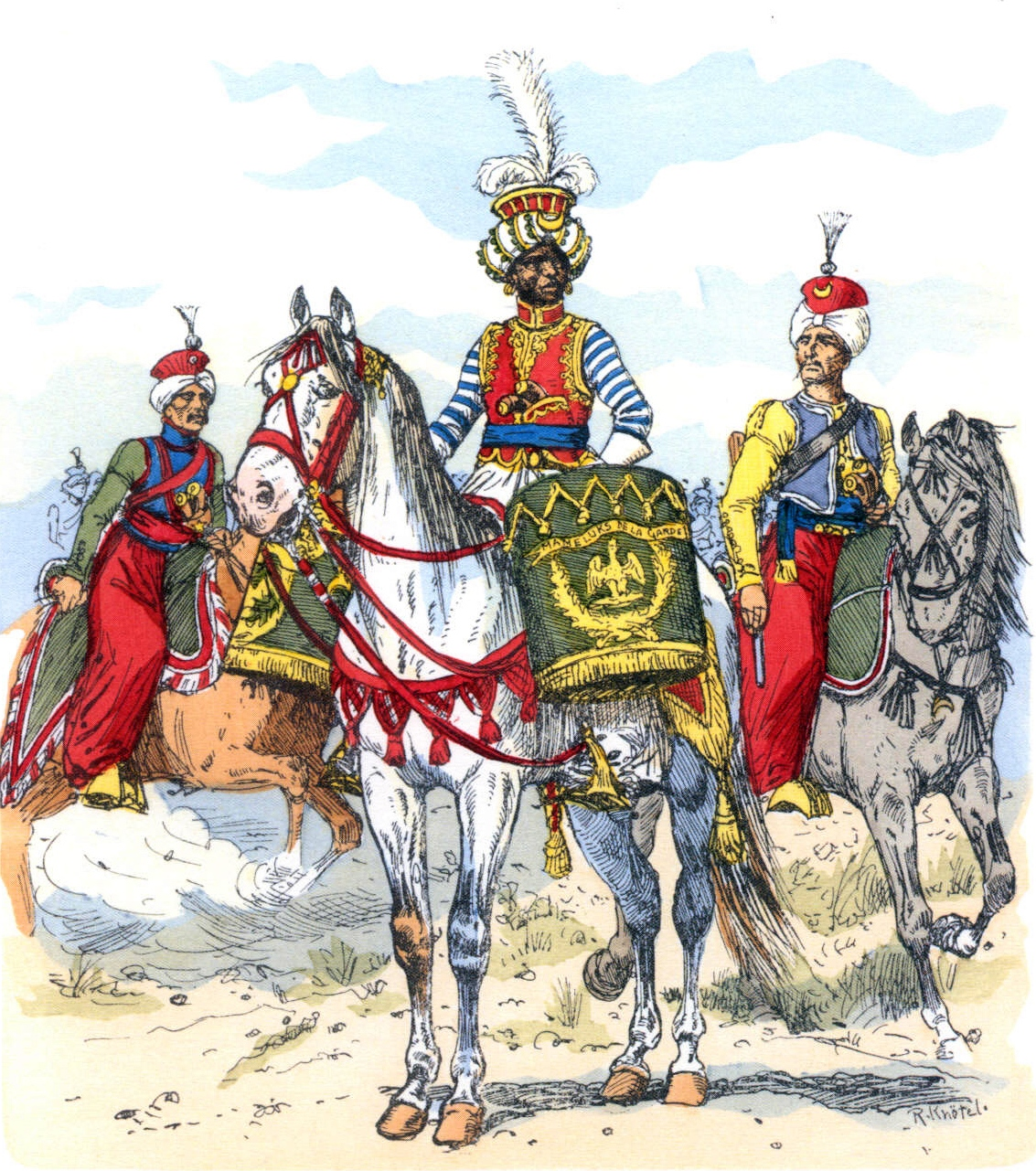
Kesselpauker und Mameluken 1808. Zeichnung von Richard Knötel.

Von 1805 bis 1813 bestand die Kopfbedeckung der Trompeter aus dem roten Cahouk mit schwarzem Haarbusch und weißem Turban. Der Béniche war hellblau, die unverwechselbare Farbe der Trompeter der Gardekavallerie, mit gelben Streifen in der Kragenfarbe. Die Ärmel waren mit abwechselnd roten und goldenen Stickereien verziert. Der rote Yalek war mit Goldfäden bestickt. Der arabische Gürtel war hellblau, die Pluderhosen hochrot, wie bei den Reitern. 1813 erhielten die Trompeter neben der orientalischen Ausstattung die Felduniform des französischen Stils. Zu dieser Uniform gehörten ein schwarzer Zweispitz und eine dunkelblaue Jacke mit abwechselnd roten und gelben Streifen verziert. Die links getragene Aiguillette hatte die gleiche Charakteristik. Diese Kleidung wurde über einer scharlachroten Weste getragen. Die Feldhosen waren kaiserblau mit einem roten Seitenstreifen und mit einer Reihe von Knöpfen. Die Garnisonsuniform war identisch, ausgenommen die Hosen in hellem Marineblau.
Für die Kesselpauker gab es zwei verschiedene Uniformen, die jeweils einer bestimmten Periode entsprachen. Die erste, die von 1805 bis 1810 getragen wurde, bestand aus einem roten Cahouk mit goldenen Streifen, an der Vorderseite mit einem goldenen Halbmond verziert und mit einem goldgestreiften, weißen Turban umgeben. Auf der Spitze befand sich ein weißer Federbusch. Die Jacke war weiß mit blauen Streifen, die Weste rot mit goldenen Streifen und Stickereien, ebenso der Kragen. Der Gürtel war dunkelblau, die Sarouel aus weißem Leinen. Dazu kamen gelbe Stiefel und weiße Handschuhe. Eine zweite Ausführung wurde von 1810 bis 1812 getragen. Sie wurde anlässlich der Eheschließung von Napoléon mit Marie-Louise von Österreich ausgegeben. Sie bestand aus einem roten Cahouk mit gelben Streifen, die Kopfbedeckung mit einem weißen Turban mit einem Halbmond dekoriert, gekrönt mit einer einzelnen großen weißen Feder und mehreren kleineren roten Federn. Die weiße Jacke des Mantels war hellblau mit gelber Schnürung und einem roten Kragen in der gleichen Farbe. Die Weste war aus grünem Stoff mit gelben Nähten und Borten. Der Gürtel war aus weißem Leinen, und die Sarouel war rot mit gelben Borten.
Zum Kesselpauker und den Trompetern kamen noch zwei Tambours de basque, zwei Cymbaliers und zwei Schellenbäume.
Bei Vorbeimärschen bildete die Musik die Spitze der Kolonne in der festgelegten Reihenfolge: Dem Kesselpauker folgte der Stabstrompeter, dann der Musikmeister, die Trompeter und dann der Rest der Musiker.

### Offiziere
- bis 1804

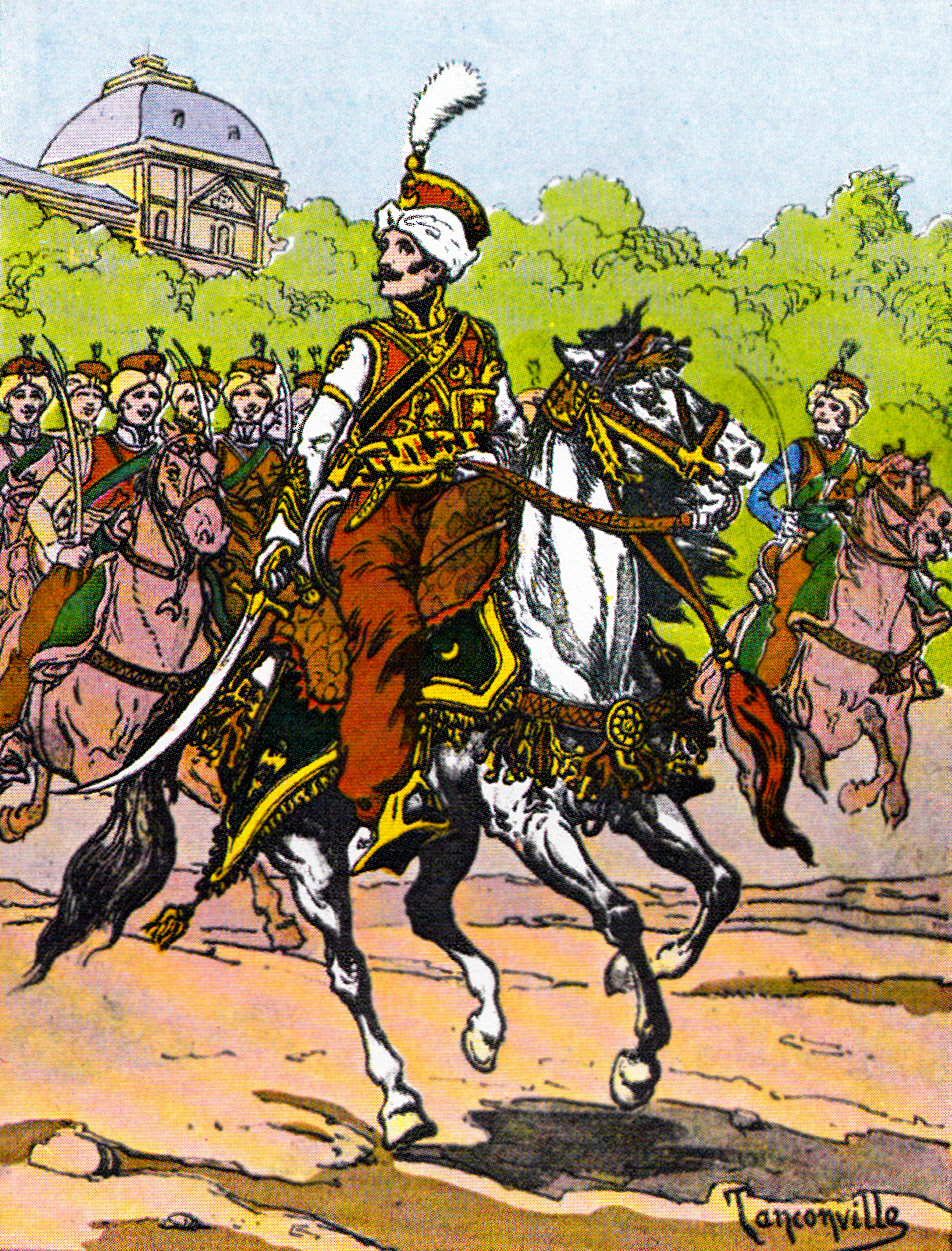
Chef d’escadron François Antoine Kirmann und seine Mameluken bei einer Parade. Zeichnung von Henry Ganier

Eine Zeichnung von Hoffmann, die während der Zeremonien der Krönung Napoléons gemacht wurde, stellt einen Mameluken-Offizier in einer ägyptischen Bekleidung dar. Er trägt einen weißen Turban um einen roten Cahouk, beide gelb gestreift. Der Cahouk wird von einer weißen Reiherfeder überragt, einem Erkennungszeichen der Offiziere der Osmanen. Der grüne Béniche mit silbernen Borten wird unter einem kurzärmligen orangefarbenen Yalek getragen. Die Sarouel ist karminrot, ebenso wie die Stiefel.
- 1805 bis 1813

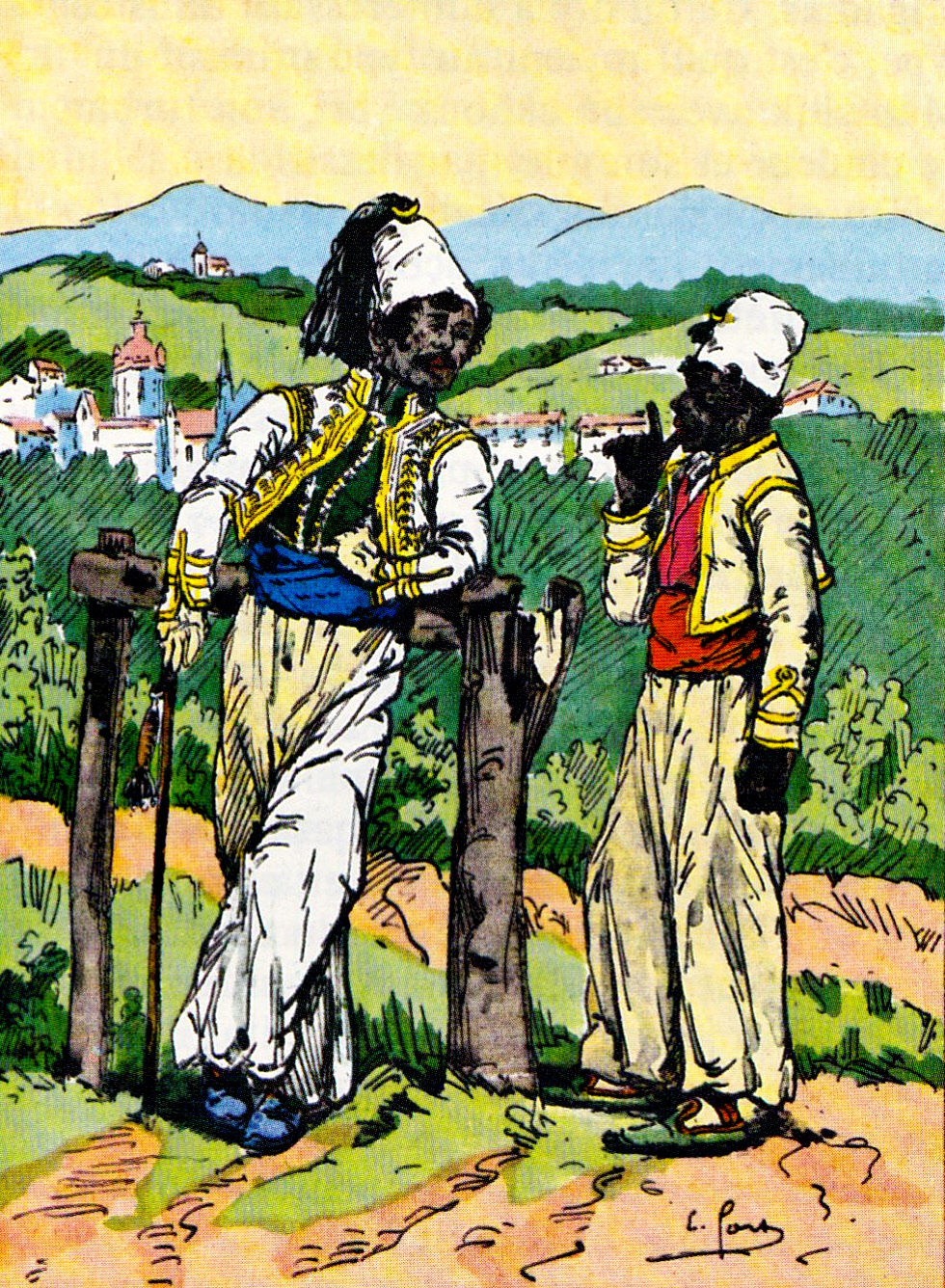
Offizier der Mameluken und sein schwarzer Diener in der Garnisonsuniform. Diese Zeichnung von Ernest Fort zeigt die Situation im Jahre 1808 in Spanien.

Zu dieser Zeit hatte die Uniformierung des Offiziers viele Verzierungen, hauptsächlich an den Ärmeln, an der Weste und an der Jacke. Darüber hinaus wichen viele Offiziere von den Vorschriften ab, um die Uniformen nach ihrem Geschmack anfertigen zu lassen. 

„Der Phantasie waren keine Grenzen gesetzt, sowohl bei den Farben der Stoffe als auch für die Form der Stickerei. Es gibt viele Jacken in sehr hellen Farben, weiß, cremefarben oder gestreift, und die Stoffe, aus denen die meisten Uniformen hergestellt wurden, waren aus Seide.“

Eine große Offiziersuniform, die in einer elsässischen Sammlung vorhanden ist, ist mit einem weißen Turban und einem karmesinroten Cahouk mit Streifen ausgestattet, auf dem eine schwarze Reiherfeder befestigt ist. Der Béniche ist weiß, mit goldenen Streifen und Stickereien, und der Yalek ist rot vergoldet. Der arabische Gürtel ist blau, und die Pluderhose ist in sehr dunklem Rot gehalten. Das Porträt des Chef d’escadron François Antoine Kirmann, hergestellt von von Bockenheim, zeigt ein gleiches Aussehen, hier jedoch mit einer weißen Reiherfeder und einem gelben Seidengürtel mit roten und schwarzen Streifen. Eine Illustration von Ernest Fort, basierend auf spanischen Dokumenten, zeigt auch einen Mamelukenoffizier, der eine Garnisonsuniform trägt, begleitet von seinem afrikanischen Diener. Diese Uniform zeichnet sich durch eine hohe weiße Kappe aus, die von einer Sichel gekrönt ist und an der ein schwarzer Pferdeschweif hängt, dazu wird eine weiße Weste mit markanten Goldverzierungen und eine weiße Pluderhose getragen.
- nach 1813

Im Jahre 1813 haben die Offiziere, wie der Rest der Truppe, neben orientalischer Kleidung auch eine Uniform, die dem französischen Stil angepasst war. Die Eigenschaften dieser neuen Uniform wurden im Tarif des matières beschrieben, der alle Einzelteile auflistete, die dem Mameluk beim Eintritt in das Korps auszuhändigen waren. Die französische Uniform für die Offiziere umfasste einen schwarzen Zweispitz, einen pelzgefütterten Mantel aus blauem Tuch mit einer schwarzen Umrandung aus Lammfell, gelben Borten und Verschnürungen. Die Hosen waren blau, die Stiefel schwarz mit gelber Quaste und Bordüre. Zur kleinen französischen Uniform gehörte eine blaue Lagermütze, die mit gelben Schnüren besetzt war. An einer gelben Quaste hing eine rote, goldpaspelierte Flamme. Der Mantel hatte die Form eines Gehrocks aus kaiserblauem Tuch mit Epaulette und gelber Aiguillette. Borten und Paspelierung waren rot, und jeder Rockschoß des Gehrockes war mit zwei Halbmonden geschmückt. Die Reithose war aus blauem Schafleder mit roten Lampassen und wurde mit einer Reihe von Knöpfen seitlich geschlossen.

## Bewaffnung
Die Bewaffnung der Mameluken, die vom Spezialisten Christian Ariès zusammengewürfelt („arsenal ambulant“) genannt wird, war Gegenstand eines Dekrets vom 1. April 1802, in dem die Waffen für das Korps bestimmt wurden. Einige Mameluken brachten ihre eigenen ägyptischen Waffen nach Frankreich mit und behielten sie in Gebrauch. Die von der Manufaktur in Versailles in Frankreich hergestellten Waffen waren vom orientalischen Stil (Säbel, Dolch, Tromblon usw.) inspiriert. Sie führten auch eine Kartusche und ein Bandelier aus rotem oder grünem Saffianleder. Dennoch waren die Mameluken in den Feldzügen regelmäßig mit der Standardausrüstung der französischen Kavallerie ausgestattet.

### Blankwaffen
Sie bestanden aus dem Säbel „à la mamelouk“, einem Dolch, einer Keule, einer Streitaxt und einer Lanze. Die Lieferung dieser Waffen durch die Manufaktur in Versailles ist nachgewiesen. Commandant Bucquoy gibt jedoch an, dass diese Objekte nicht alle im selben Zeitraum produziert, ausgegeben oder verwendet wurden und dass die Aufstellung einer Lanzenreiterkompanie aufgegeben wurde. Das gekrümmte Schwert „der Mamluk“ hing von der Taille und war am Gürtel befestigt. Die Klingen der Säbel und Dolche waren seltene Stücke und wurden nicht von der Manufaktur in Versailles geliefert. Der Dolch steckte in einer Scheide aus Kupfer. Der Großteil dieser Waffen, mehr zur Parade als zum Feldzug getragen, verschwand zwischen 1809 und 1812, ebenso wie die Axt, die jedoch nicht allgemein getragen wurde.

### Feuerwaffen
Dazu gehörten ein Gewehr, ein Tromblon, zwei Paar Pistolen mit einem Gürtel und eine Pulverflasche. Die den Mameluken zugeteilten Tromblons, die in 73 Exemplaren hergestellt wurden, waren besonders vor 1809 in Gebrauch und wurden dann allmählich zugunsten des Gewehrs aufgegeben. Letzteres war über einen Meter lang und wog 3,45 kg. Es handelte sich um das Modell 1793, das in der Manufaktur von Versailles hergestellt wurde. Es war ähnlich dem Modell, das in der Infanterie verwendet wurde, und entsprach daher nicht den Erfordernissen der Kavallerie. Die sogenannten „Gürtelpistolen“, die im sogenannten „Kobourg“ verwahrt wurden, waren etwas kürzer als die normalen Sattelpistolen. Viele Offiziere führten eine Pistole, die länger war als die der Reiter und die mit mehr Holz verkleidet war. Es waren die teuersten Waffen der Einheit, deren Kosten rund 150 Francs betrugen.

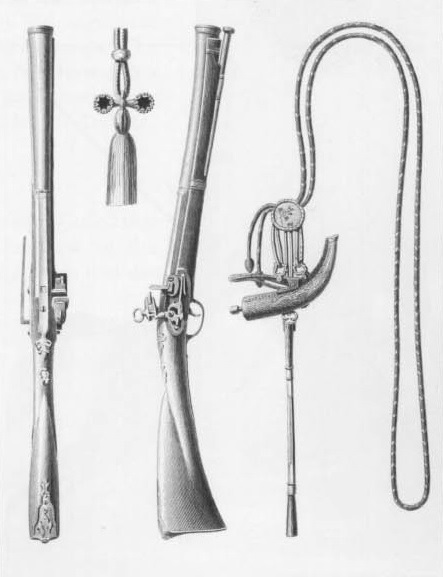
Tromblon der Mameluken. Veröffentlichung in: Description de l’Égypte.
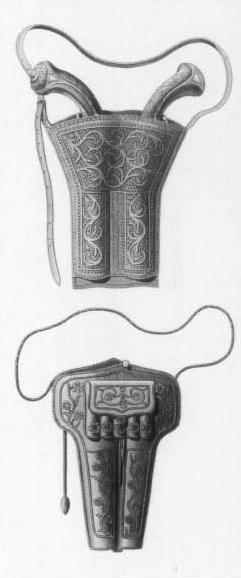
„Kobourgs“ der Mameluken. Veröffentlichung in: Description de l’Égypte.
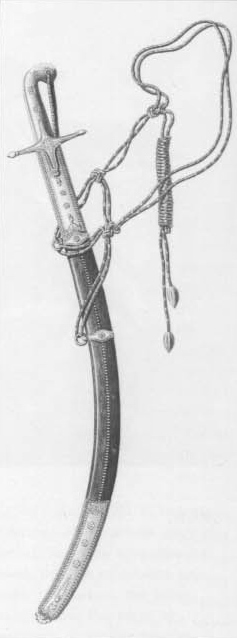
Cimeterre der Mameluken. Veröffentlichung in: Description de l’Égypte

## Sattelzeug

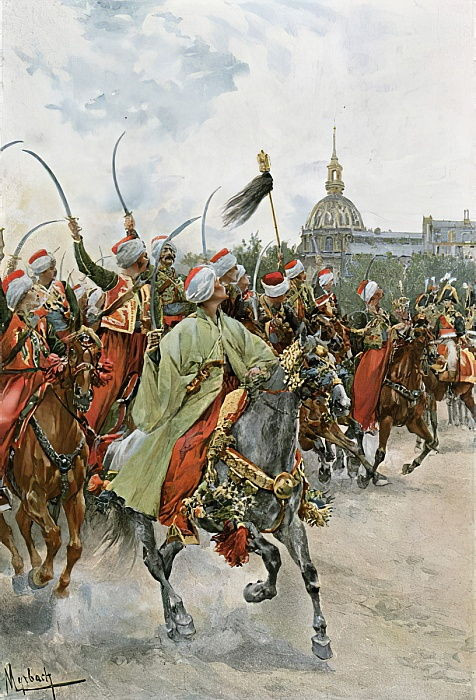
Die Mamelouks de la Garde impériale während einer Parade. Das erste der Pferde ist nach türkischer Art aufgezäumt. Zeichnung von Felician Myrbach.

Im Jahre 1805 wurde der Sattel der Mameluken einer Reglementierung unterzogen. Die Schabracke war dunkelgrün, karminrot umrandet, mit weißer Paspel eingefasst und mit abwechselnd weißen und karminroten Fransen verziert.
Der Hinterzwiesel war im orientalischen Stil gehalten, der Mantelsack nach französischem Muster war grün mit einer karminroten Umrandung und einer umlaufenden weißen Paspel an den beiden Enden. Die Schabracke der Trompeter war gleich der der Reiter, lediglich die Farbgebung war geändert – dunkles Karminrot mit grüner und weißer Paspelierung. Die arabischen Steigbügel aus grauem oder goldenem Metall wirkten dank ihrer spitzen Enden auch als Sporen.
Die Vorschriften für die Offiziersschabracke bestimmten, dass an Stelle von karminrotem goldfarbenes Material zu verwenden sei. Abweichungen waren jedoch erlaubt, und so waren die Schabracken einiger Offiziere nach Art der leichten Kavallerie aus den Häuten von Raubtieren gefertigt, oder die Offiziere ritten nach orientalischer Art gänzlich ohne Schabracke.
Der Chef d’escadron François Antoine Kirmann benutzte ein Pantherfell.

„Indem wir diese Sattlerei mit der von Prinz Eugen vergleichen, können wir daraus schließen, dass diese Phantasie eine Besonderheit der Korpsführer ist. Es wird zum Beispiel auch von General Lasalle benutzt.“

## Standarte und Wimpel
Am 18. Dezember 1805 wurde den Mameluken von Napoléon für die Verdienste in der Schlacht bei Austerlitz die Fahne mit dem kaiserlichen Adler zugebilligt, der Lieutenant Pierre Mérat wurde zum ersten Porte-étendard (Standartenträger/Fähnrich) ernannt. Es handelte sich um das Modell 1804, der Adler war von den „Établissements Thomire et Chaillot“ angefertigt worden. Die Fahne führte auf der Vorderseite die Inschrift „L’Empéreur des Français à la compagnie des Mamelouks de la Garde impériale“ und auf der Rückseite „Valeur et Discipline“. Mit einem Dekret vom 15. April 1806 wurden der Kompanie vier Pferdeschweife genehmigt. Diese wurden an 2,7 Meter langen Fahnenstangen mit einem Kupferschaft befestigt, der rautenförmig verziert war. An der Spitze der Fahnenstange oberhalb des Pferdeschweifs befanden sich zwei große und eine kleine Kupferkugel. Zwei der Pferdeschweife waren schwarz, einer rot und einer gelb.

Standarte
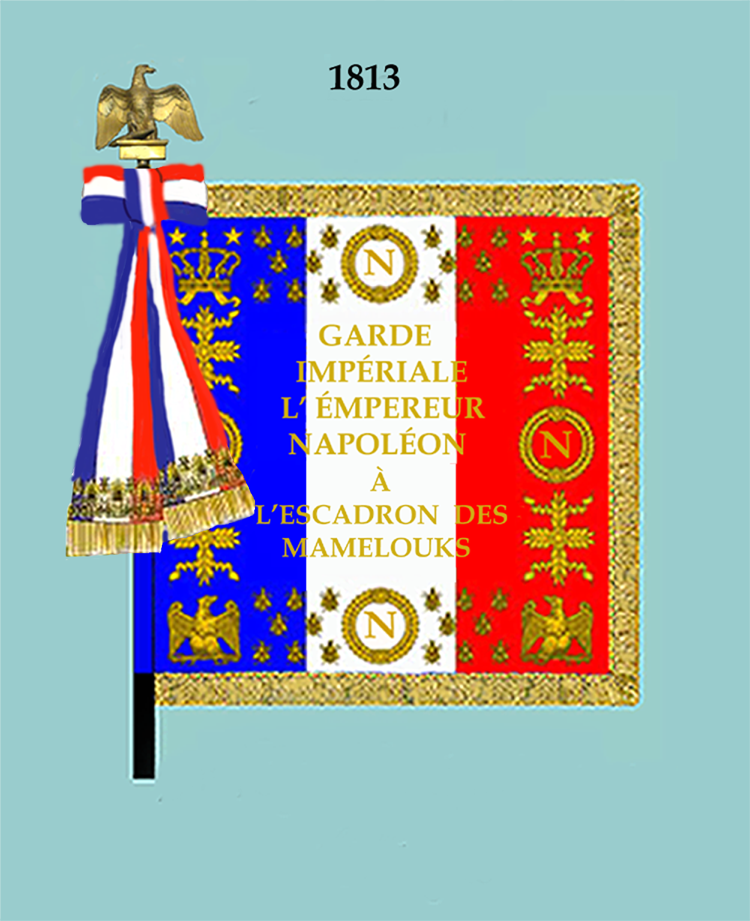
Vorderseite Modell 1812
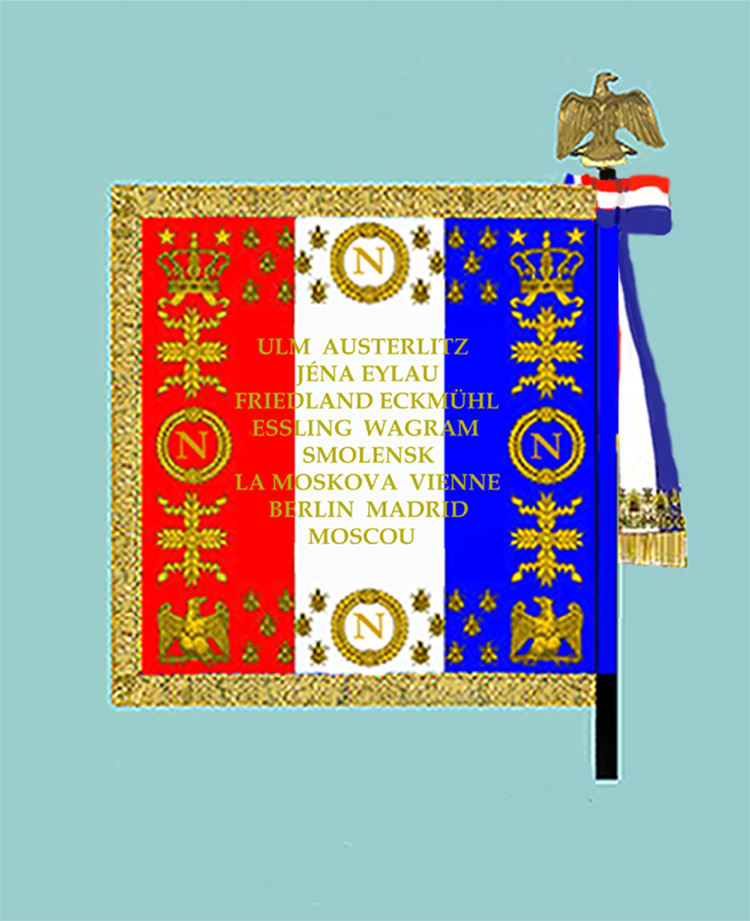
Rückseite Modell 1812
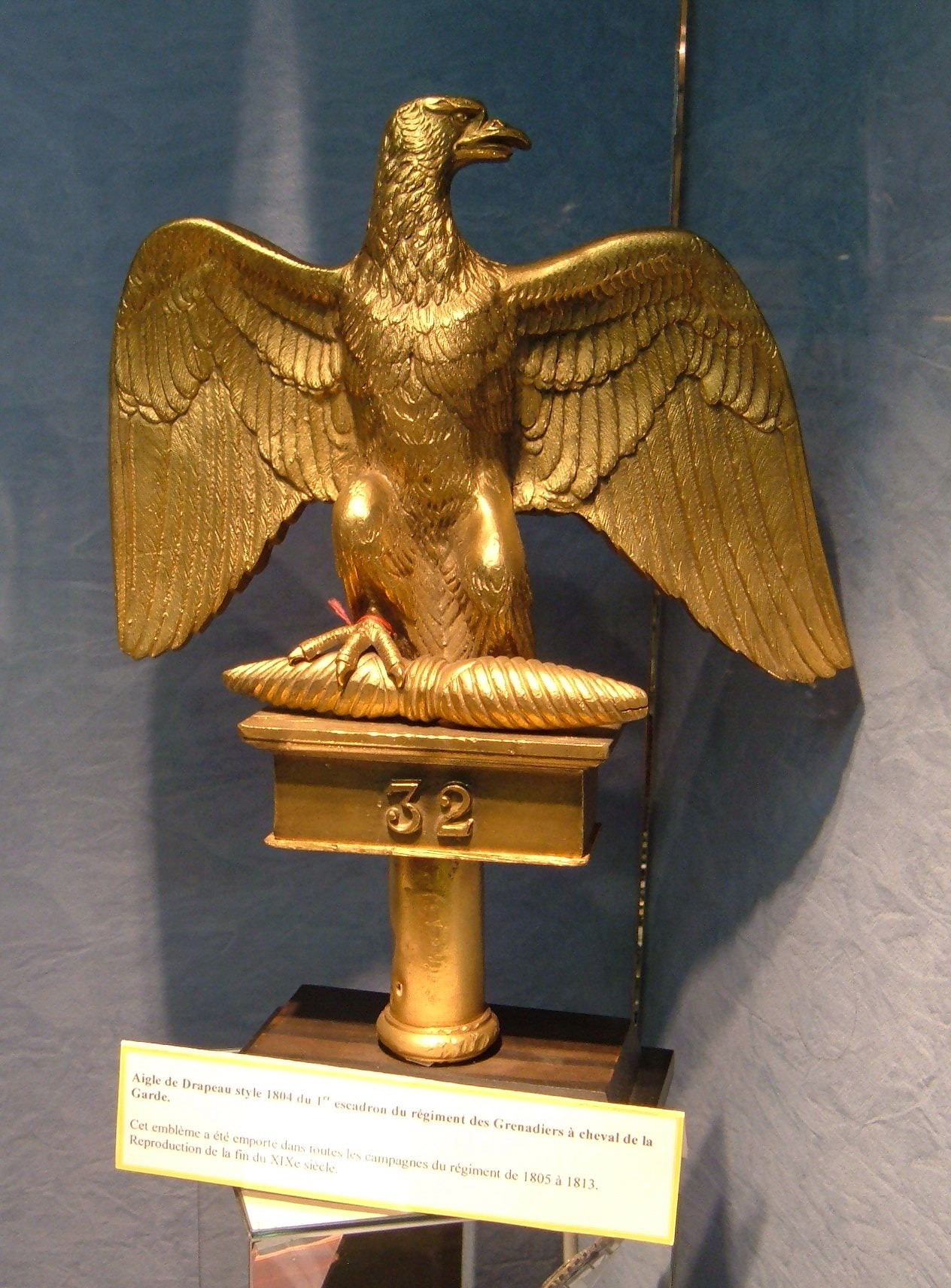
Fahnenadler

Im Dezember 1811 wurde der bisherige Standartenträger Lieutenant Marat durch den Lieutenant Jean-François Fonnade ersetzt, der den Posten bis August 1815 innehatte. Im Jahre 1813 erhielten die Mameluken die neue Standarte vom Modell 1812.
Der Commandant Bucquoy stellte fest, dass wahrscheinlich während der Feldzüge in Deutschland 1813 und in Frankreich 1814 eine Feldzugsfahne geführt wurde. Sie soll aus carmoisinrotem Samt bestanden haben, mit einem silbernen, gekrönten Adler auf der Vorderseite, darüber ein Devisenband mit der Inschrift „Garde Impériale“, darunter ebenfalls ein solches Band mit der Inschrift „Escadron de Mamelouks“. Die Ecken waren jeweils mit einem silbernen Halbmond und Stern verziert. Außerdem befand sich auf jeder Seite des Adlers der Buchstabe „N“. Die andere Seite war mit silbernen Verschlingungen dekoriert, im Zentrum fanden sich die Namen der Schlachten „Ulm, Austerlitz, Iéna, Eylau, Friedland, Eckmühl, Essling, Wagram“.